# Agrilus nagaoi
Agrilus nagaoi es una especie de insecto del género Agrilus, familia Buprestidae, orden Coleoptera.
Fue descrita científicamente por Nakane, en 1983.